# پانتلی دیمیتروف
پانتلی دیمیتروف (بلغاری: Пантелей Димитров؛ ۲ نوامبر ۱۹۴۰ – ۲۳ ژوئن ۲۰۰۱) بازیکن فوتبال اهل بلغارستان بود.
از باشگاه‌هایی که در آن بازی کرده‌است می‌توان به باشگاه فوتبال زسکا صوفیه اشاره کرد.
وی همچنین در تیم ملی فوتبال بلغارستان بازی کرده‌است.